# Genvägar
Genvägar (originaltitel Short cuts) är en novellsamling av Raymond Carver från 1994. Den filmatiserades av regissören Robert Altman med titeln Short Cuts.

## Noveller
- Grannar (tidigare utgiven i boken Grannar 1991)
- Dom är inte din man
- Vitaminer
- Kan du inte vara tyst, är du snäll (tidigare utgiven i boken Vad vi pratar om när vi pratar om kärlek 1985)
- Med så mycket vatten inpå knutarna (tidigare utgiven i boken Grannar)
- Enkla saker (tidigare utgiven i boken Vad vi pratar om när vi pratar om kärlek)
- Jerry och Molly och Sam
- Samlare (tidigare utgiven i boken Vad vi pratar om när vi pratar om kärlek)
- Säg åt tjejerna att vi sticker
- Citronsaft (dikt)

## Filmatiseringar
- 1993 – Short Cuts
- 2006 – Jindabyne (novellen "Med så mycket vatten inpå knutarna")